# Люлінек
Люлінек (пол. Lulinek) — село в Польщі, у гміні Шамотули Шамотульського повіту Великопольського воєводства.
Населення — 386 осіб (2011).
У 1975—1998 роках село належало до Познанського воєводства.

## Демографія
Демографічна структура станом на 31 березня 2011 року:
|          | Загалом | Допрацездатний вік | Працездатний вік | Постпрацездатний вік |
| -------- | ------- | ------------------ | ---------------- | -------------------- |
| Чоловіки | 201     | 55                 | 136              | 10                   |
| Жінки    | 185     | 37                 | 120              | 28                   |
| Разом    | 386     | 92                 | 256              | 38                   |